# توره اورسایا
توره اورسایا (به ایتالیایی: Torre Orsaia) یک کومونه در ایتالیا است که در استان سالرنو واقع شده‌است. توره اورسایا ۲۳ کیلومتر مربع مساحت و ۲٬۱۸۵ نفر جمعیت دارد و ۲۹۵ متر بالاتر از سطح دریا واقع شده‌است.